# 天谷ゆか
天谷 ゆか（あまや ゆか、1976年8月10日 - ）は、日本のフリーアナウンサー。結婚前の本名は天谷 由佳（読み同じ）、フリー転身後の2017年3月までの旧芸名はあまや ゆか。所属事務所はシー・フォルダ → リナーシェ（株式会社クィーンズアベニューの文化事業部）。

## 来歴
福井県武生市（現・越前市）出身。慶應義塾大学法学部法律学科卒業。大学時代には演劇に携わっていた。1997年からは彩乃木崇之が主宰する「アカデミック・シェイクスピア・カンパニー」に所属し、東京芸術劇場や東京グローブ座などで行われる公演に参加していた。
大学を卒業後、福井放送 (FBC) に入社。同局在籍時には、アナウンサーをしながら番組の企画・構成・演出にも携わっていた。
後にFBCを退社し、フリーアナウンサーへ転向。以後は関東地方を拠点に活動している。またフリー転向後には、食や和服といった自身が関心を持つ分野の事業にも携わっている。食の分野ではNPO法人青果物健康推進協会所属の「ベジフルティーチャー」となり、食育関連のイベントやセミナーの仕事を請け負っている。また、オーガニックコットンを用いたオリジナル着物のデザイン・プロデュース・販売も行っている。過去には、渋谷のレンタルカフェスペースで「お雑煮Cafe」を正月三が日限定で開いたこともあり、企画者である天谷も自ら着物姿で接客していた。
2014年3月22日に女児を出産し、1児の母となる。
2017年4月より現芸名に変更。

## 担当番組

### 福井放送
- 県民サロン[10]
- おいしさ満点！よしもとラジオ!![10]
- FBCラジオ夕刊[10]
- 朝だ!生です旅サラダ（朝日放送） - リポーター[11][12][13]
- 歌のない歌謡曲[14]
- おはようふくい730
- 日曜スペシャル リサーチ35調査隊が行く！[15]

### フリー転向後
- J-WAVE LIFE INFORMATION（J-WAVE） - キャスター（2014年1月まで）
- クローズアップとちぎ（とちぎテレビ） - キャスター
- 美女学（テレビ東京） - ナレーター
- ほこ×たて（フジテレビ） - ナレーター
- ハロプロ!TIME（テレビ東京） - ナレーター
- 世界の文学がわかる!あらすじ名作劇場（BS朝日） - ナレーター[2]

## コラム執筆
- MYLOHAS（2013年）[16]
- ウーマンエキサイト（2015年 - 2016年）[17]